# Cataxia spinipectoris
Cataxia spinipectoris là một loài nhện trong họ Idiopidae.
Loài này thuộc chi Cataxia. Cataxia spinipectoris được Barbara York Main miêu tả năm 1969.